# Rosolin
Rosolin (ukrán nyelven: Росолин) Lengyelország délkeleti részén, a Kárpátaljai vajdaságban, a Bieszczady járásban, Gmina Czarna község területén található település, közel a lengyel–ukrán határhoz.A község központjától, Czarnától 6 kilométernyire nyugatra fekszik, a járási központtól, Ustrzyki Dolnétől 14 kilométernyire délre található és a vajdaság központjától, Rzeszówtól 91 kilométernyire található délkeleti irányban. 

## Fordítás
Ez a szócikk részben vagy egészben  a   Rosolin című angol Wikipédia-szócikk ezen változatának fordításán alapul.  Az eredeti cikk szerkesztőit annak laptörténete sorolja fel. Ez a jelzés csupán a megfogalmazás eredetét és a szerzői jogokat jelzi, nem szolgál a cikkben szereplő információk forrásmegjelöléseként.